# Corpo delle capitanerie di porto - Guardia costiera
Il Corpo delle capitanerie di porto - Guardia costiera è uno dei sei costituenti della Marina Militare italiana; ad esso sono affidati compiti relativi agli usi civili del mare, svolti in dipendenza funzionale da tre ministeri: Infrastrutture e trasporti, Ambiente e sicurezza energetica e Agricoltura e sovranità alimentare e foreste.
I suoi principali compiti sono la salvaguardia della vita umana in mare, la sicurezza della navigazione, la tutela dell'ambiente marino, il monitoraggio del trasporto marittimo, il controllo sulla filiera della pesca marittima.
A tali scopi, regola e vigila sugli usi civili dei porti marittimi, delle coste e del litorale, nonché del mare.
Concorre ad altre funzioni di competenza del Ministero dell'Interno, del Ministero per i beni e le attività culturali, nonché del Dipartimento di Protezione Civile.
Il Corpo si configura come una competente altamente specialistica sul piano sia amministrativo che tecnico-operativo, per l'espletamento di funzioni pubbliche statali che si svolgono negli spazi marittimi di interesse nazionale.
Ai sensi del Codice della navigazione, le articolazioni territoriali del Corpo sono le Direzioni marittime, le Capitanerie di porto (denominazione degli uffici dei Compartimenti marittimi), gli Uffici circondariali marittimi, gli Uffici locali marittimi, nonché le Delegazioni di spiaggia.
L'appartenenza alla Marina Militare - nel cui ambito il Corpo esercita le funzioni attinenti all'ordinamento ed allo status del personale - si concretizza nei compiti di ordine militare previsti dalla legge, in concorso con la Forza Armata.
Le attribuzioni funzionali moderne collocano il Corpo delle capitanerie di porto - Guardia costiera alle dipendenze funzionali dei summenzionati Dicasteri che hanno ereditato le attribuzioni che, fino al 1994, erano riconducibili all'ambito di competenze del soppresso Ministero della marina mercantile.
La fondazione del Corpo è legata all'emanazione del regio decreto 20 luglio 1865, n. 2438, subito dopo l'unità d'Italia, al 2019 il Corpo dispone di un organico di circa 11.000 unità, tra ufficiali, sottufficiali, graduati e militari di truppa.

## Storia

### Negli Stati italiani preunitari
Le repubbliche marinare lasciarono in eredità le loro solide istituzioni marittime e il corpus legislativo del mare agli stati preunitari della penisola italiana, che li adottarono adeguandone gli ordinamenti alle loro esigenze temporali.
Gli antichi stati preunitari italiani disponevano ognuno di un proprio ordinamento: ad esempio, la Real Marina del Regno delle Due Sicilie, composta nei porti principali del Regno dal capitano di porto e dal controllore dei dazi, alle dipendenze del ministro della Marina; il capitano del porto di Livorno era il responsabile dei porti e della Marina mercantile del Granducato di Toscana, mentre nel Regno sardo piemontese vi erano due distinti corpi istituzionali, i consoli e i vice-consoli, ai quali era devoluta l'amministrazione della Marina mercantile e i capitani e gli ufficiali di porto, appartenenti al Corpo dello stato maggiore dei porti, ai quali era affidato il comando dei porti, la polizia e i servizi tecnico-nautici.

### L'unità d'Italia e la nascita del Corpo delle Capitanerie di Porto
Con l'unità d'Italia si pose quindi il problema dell'unificazione degli ordinamenti portuali previgenti nel neonato Regno d'Italia, allo scopo venne emanato il regio decreto 20 luglio 1865, n. 2438 che creò un nuovo ordinamento statuale e una nuova istituzione per la disciplina dei porti e delle attività marittime. Lo stesso decreto istituì il nuovo Corpo delle Capitanerie di Porto che sostituì e soppresse i consoli di marina e il corpo dello stato maggiore dei porti.
Il Corpo delle capitanerie di porto era all'epoca un corpo civile inquadrato militarmente e formato da capitani di porto di 1ª, 2ª e 3ª classe, ufficiali di porto 1ª, 2ª e 3ª classe e applicati di porto. Le giurisdizioni marittime erano costituite da compartimenti e circondari marittimi; i primi erano affidati al comando dei capitani, mentre i secondi erano di competenza degli ufficiali di porto. Al Corpo, erede delle precedenti istituzioni sabaude, fu dato carico di molteplici attività, dalla regolamentazione delle attività marittime, a funzioni meno mercantili come gli arruolamenti militari marittimi. Successivamente, con Regio decreto 8 dicembre 1910, n. 857, venne creato l'Ispettorato generale del corpo delle capitanerie di porto, con competenza su tutti gli organi periferici.

### L'impiego operativo

Il generale di porto ispettore Francesco Mazzinghi, fondatore delle capitanerie di porto

Il Corpo fu impiegato in vari teatri bellici, come ad esempio nella guerra italo-turca, e nelle varie fasi delle guerre coloniali italiane. Con lo scoppio della prima guerra mondiale partecipò al servizio di mobilitazione del personale militare, alla difesa delle coste, all'impiego e alla requisizione del naviglio mercantile per uso bellico, all'azione di polizia militare e soprattutto l'organizzazione e il funzionamento dell'attività portuale, indispensabile per assicurare l'approvvigionamento degli eserciti operanti. Con Decreto luogotenenziale del 3 febbraio 1918 il Ministro della Marina affidò definitivamente alle capitanerie di porto i servizi che interessavano la difesa militare e perciò tutti gli appartenenti al Corpo furono militarizzati per la durata della guerra in corso, con proroga di un semestre oltre la firma dei trattati di pace.
Il Corpo fu definitivamente inquadrato militarmente nel mese di novembre del 1919 e infine entrò a far parte dei corpi della Regia Marina nel settembre del 1923.
Con il successivo Regio Decreto 3235 del 1923, vennero istituite le Direzioni marittime, alle quali fu demandato un certo numero di competenze, in precedenza riservate al Ministero. Nel contempo nacquero le capitanerie coloniali, nei territori entrati a far parte del Regno d'Italia.
Con il regio decreto legge 11 novembre 1938 n. 1902 l'ispettorato generale veniva soppresso e in sua vece istituito il Comando generale delle capitanerie di porto, retto da un ammiraglio di squadra, ridisegnandone organici e organizzazione.

### La seconda guerra mondiale e la guerra civile in Italia
Nel corso della seconda guerra mondiale estese la competenza anche nei territori via via occupati (Francia, Jugoslavia, Grecia, Tunisia), con la creazione di nuovi uffici di porto. Con la perdita dei territori in Africa e in Dodecanneso, il personale delle Capitanerie non rimpatriato, divenne prigioniero di guerra.
Durante la guerra civile in Italia e la divisione del territorio tra la Repubblica sociale italiana ed il Regno del Sud, a seguito dell'armistizio dell'8 settembre 1943, mentre nel Regno vigeva il preesistente ordinamento, con il comando generale a Taranto, nel nord Italia vennero istituiti presso il trasferito Ministero delle Comunicazioni, la Direzione generale della marina mercantile e il Comando generale delle capitanerie di porto, con sede a Verona e successivamente a Milano.
Queste due istituzioni, sorte in situazioni molto emergenziali, furono di grande utilità nella tutela del naviglio nazionale, dei porti e nella salvaguardia delle istituzioni marittime in genere.

### Il secondo dopoguerra
La ricostruzione interessò tutti i porti della penisola e delle isole, totalmente distrutti, sia strutturalmente sia negli arredi, senza tralasciare il naviglio, completamente distrutto e la rinascita vide protagonisti anche gli uomini del Corpo, attivi anche nei settori economici, oltre che nel ruolo che compete loro di gestione dei porti e dell'amministrazione tecnico giuridica della navigazione marittima. Il "Comando generale delle capitanerie di porto", nel 1948, lasciò il posto a un ricostruito "Ispettorato generale delle capitanerie di porto", al cui Comando fu preposto l'Ufficiale Ispettore più anziano di grado in servizio permanente effettivo, appartenente ai ruoli del Corpo, e in questo contesto il Corpo fu posto alle dipendenze dell'allora Ministero della marina mercantile. Nel 1968 fu demandata direttamente al Corpo la gestione dei mezzi navali destinati ai compiti istituzionali.
La nascita della componente aerea del Corpo avvenne nel 1988 quando furono acquisiti i primi quattro velivoli della linea Piaggio P166.

### La Guardia costiera
Con il Decreto interministeriale dell'8 giugno 1989 fu istituita la "Guardia Costiera", quale articolazione operativa delle Capitanerie di porto, costituita dalle proprie componenti operative aeronavali.
Dal 1996 con una serie di accorpamenti gli uffici delle capitanerie di porto passarono al Ministero dei trasporti e della navigazione, nato dalla soppressione del Ministero della marina mercantile. Con la riforma Bassanini del governo D'Alema I di cui al d.lgs. 30 luglio 1999, n. 300, entrata in vigore nel 2001 col governo Berlusconi II, il "Corpo delle Capitanerie di porto - Guardia Costiera", è stato inquadrato funzionalmente ed organizzativamente nell'ambito del Ministero delle infrastrutture e dei trasporti, conservando l'appartenenza alla Marina Militare ed il collegamento con il Ministero della difesa per le funzioni di ordine militare, assicurate in regime di concorso.

## La riforma delle forze di polizia in mare
Ai sensi del d.lgs.19 agosto 2016, n. 177, la Guardia di Finanza ha assunto il ruolo di unica forza di polizia in mare, quale diretta proiezione dei compiti di tutela dell'ordine pubblico che derivano dall'appartenenza alle forze di polizia a competenza generale prevista dal TULPS. Coerentemente a tale presupposto, ha acquisito le competenze in mare delle altre forze di polizia che avevano una componente operativa marittima, ovvero dell'Arma dei Carabinieri, della Polizia di Stato e del Corpo forestale dello Stato. Il Corpo delle capitanerie di porto - Guardia costiera - come chiaramente espresso dalla norma citata - oltre ai compiti legati alla ricerca e soccorso in mare, ha conservato, per effetto della riforma, le proprie competenze di polizia a connotazione specialistica nei settori della sicurezza della navigazione, della vigilanza anti-inquinamento e sugli scarichi che recapitano in mare dalla terraferma, oltre che sulla pesca professionale, sul coordinamento dei controlli sul ciclo dei rifiuti in ambito portuale, in tema sicurezza della navigazione da diporto, oltre che, in generale, i compiti di vigilanza connessi al rispetto delle norme di polizia della navigazione e dell'uso degli specchi acquei introdotti dai Circondari marittimi con ordinanza.

## Organizzazione e struttura
Ha dipendenza funzionale dal Ministero delle infrastrutture e dei trasporti, al quale si riconducono i suoi principali compiti istituzionali, e dal Ministero dell'ambiente e della sicurezza energetica e dal Ministero dell'agricoltura, della sovranità alimentare e delle foreste, che si avvalgono della sua organizzazione e delle sue competenze specialistiche.

Stemma del Comando Generale del Corpo delle Capitanerie di Porto - Guardia Costiera

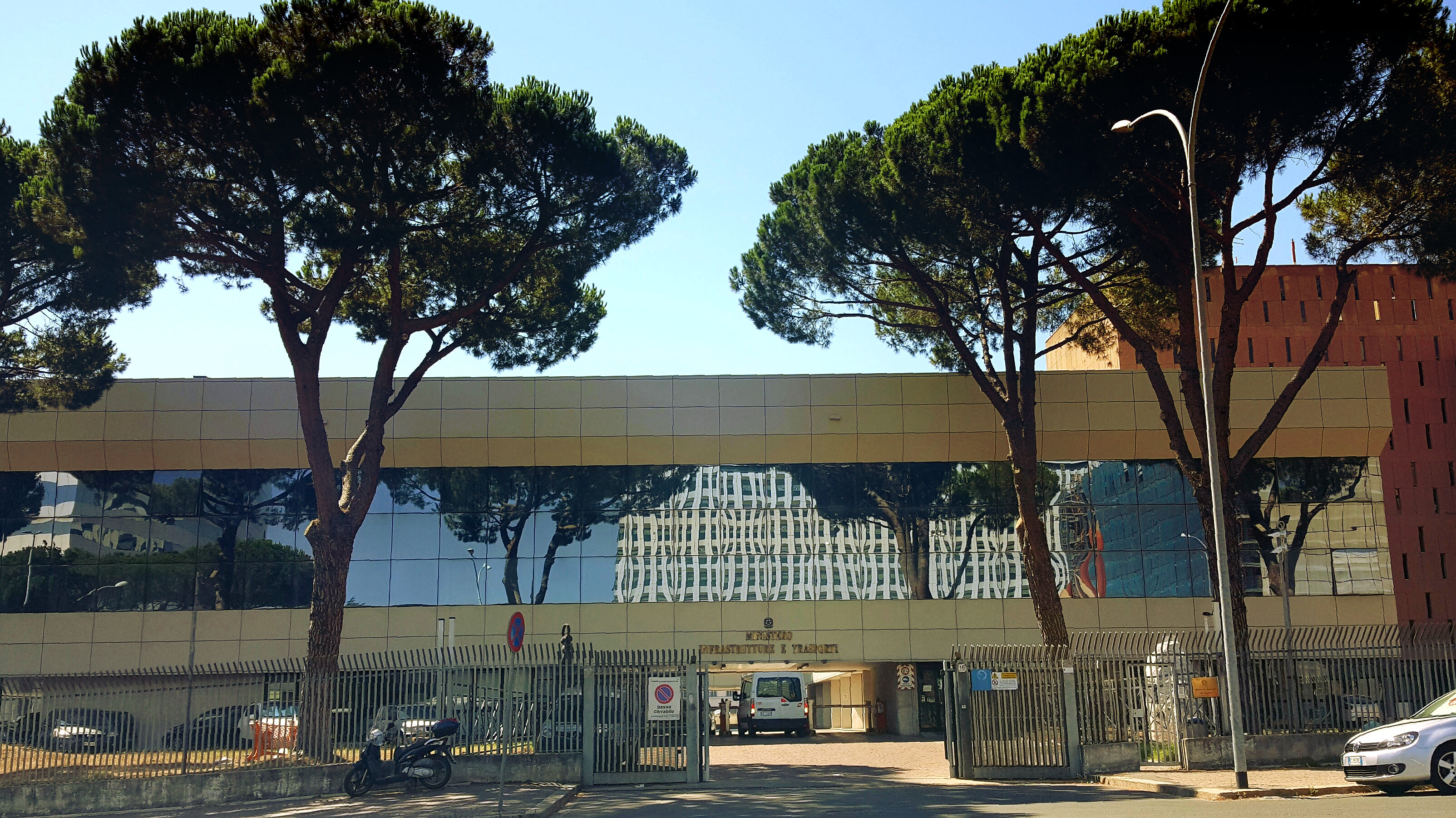
Il Comando Generale a Roma, presso la sede all'EUR del Ministero delle infrastrutture e dei trasporti

Al suo vertice vi è il Comando generale del Corpo delle capitanerie di porto - Guardia costiera che ha sede a Roma (nel quartiere EUR) presso il palazzo del Ministero delle infrastrutture e dei trasporti. La carica è ricoperta da un ammiraglio ispettore capo mentre un ammiraglio ispettore ricopre la carica di vice comandante generale del corpo.
L'organizzazione a livello territoriale è stata definita con il decreto interministeriale dell'8 giugno 1989. Essa è attualmente ripartita in:
- 1 MARICOGECAP - Comando generale, con funzioni di centro nazionale di soccorso in mare (IMRCC)
- 15 DIREZIOMARE - direzioni marittime, cui fanno capo altrettanti centri secondari di soccorso (MRSC)
- 55 COMPAMARE - compartimenti marittimi-capitanerie di porto
- 51 CIRCOMARE - uffici circondariali marittimi
- 128 LOCAMARE - uffici locali marittimi
- 61 DELEMARE - delegazioni di spiaggia

### Reparti speciali
- Reparto ambientale marino, di supporto al Ministero dell'ambiente e della tutela del territorio e del mare
- Reparto pesca marittima, di supporto al Ministero delle politiche agricole alimentari e forestali
- Uffici di collocamento della gente di mare, in collegamento con il Ministero del lavoro e delle politiche sociali

### Reparti subacquei
La Componente subacquea della Guardia Costiera è composta da 5 nuclei operatori subacquei ubicati in tutto il territorio nazionale:
- 1º NOS San Benedetto del Tronto;
- 2º NOS Napoli (Portici);
- 3º NOS Messina;
- 4º NOS Cagliari;
- 5º NOS Genova.

### Reparti volo
La Componente Aerea della Guardia Costiera dispone di quattro basi aeree:
- 1ª Sezione Volo Elicotteri - dislocata a Sarzana-Luni (SP), presso MARISTAELI Luni opera dal dicembre 1991 come 1º Nucleo Aereo Guardia Costiera. Ha in servizio quattro elicotteri AW 139 CP (Nemo).
- 2ª Sezione Volo Elicotteri - istituita il 1º luglio 2006 a Catania Fontanarossa, presso MARISTAELI Catania. Opera con sette elicotteri AW 139, due ATR-42 e un P180.[11]
- 3ª Sezione Volo Elicotteri - opera dal gennaio 2016 nella sede di Pescara, dove sono schierati un ATR-42 e 2 elicotteri AW 139.[11]
- 4ª Sezione Volo Elicotteri - opera dal 17 luglio 2018 nella sede dell'Aeroporto di Decimomannu con due elicotteri AW 139.[12]

## Competenze e funzioni

Logo del "Numero blu" per le emergenze in mare e sulle spiagge.

Il Corpo è destinatario di funzioni prevalentemente legate alla regolazione degli usi civili e produttivi del mare, dei porti e delle coste, oltre che al trasporto marittimo in generale. Le attribuzioni di carattere strettamente militare coprono una componente sostanzialmente residuale legate alle attività di concorso nella difesa costiera e nel supporto all'azione delle unità navali della Marina Militare italiana. L'appartenenza ordinamentale al comparto difesa si concilia, pertanto, organicamente con lo svolgimento di funzioni prevalentemente legate all'uso pubblico del mare nella più ampia accezione del termine, e vengono svolti in dipendenza funzionale dal Ministero delle infrastrutture e dei trasporti, erede del Ministero della Marina mercantile, soppresso nel 1994, oltre che dal Ministero dell'ambiente e della tutela del territorio e del mare e dal Ministero delle politiche agricole, alimentari e forestali. Il personale del Corpo è investito della qualifica di ufficiali ed agenti di polizia giudiziaria, per le violazioni previste dal codice della navigazione (articolo 1235) e delle altre leggi speciali (pesca, demanio marittimo, diporto nautico, ambiente, ecc.) I servizi d'istituto sono effettuati con dipendenza da diversi organi dello Stato, dei quali il Comando generale del Corpo delle CC.PP. è l'interfaccia naturale. Il Ministero delle infrastrutture e dei trasporti è il principale organo istituzionale che si avvale dell'operato delle capitanerie di porto, per la maggior parte delle funzioni collegate all'uso del mare e attività connesse alla navigazione commerciale e da diporto e sul cui bilancio gravano le spese di funzionamento. Il Corpo poi esercita le competenze relative alle materie del Ministero delle infrastrutture e dei trasporti per cui la legge e altre disposizioni normative prevedono la diretta attribuzione allo stesso e le attività a esso conferite nei settori riconducibili , nell'organizzazione centrale del MIT, alla direzione generali dei porti, della logistica e delle infrastrutture ed alla direzione generale del mare.
Sinteticamente le attività espletate si possono riassumere in:
- ricerca e soccorso in mare (SAR);
- sicurezza della navigazione;
- supervisione del funzionamento del porto;
- protezione ambiente marino;
- centro di controllo nazionale della pesca marittima;
- formazione del personale marittimo;
- iscrizione del naviglio mercantile, da pesca e da diporto;
- contenzioso per le violazioni amministrative marittime;
- polizia tecnico-amministrativa marittima comprendente: la disciplina delle attività marittime (potere di ordinanza), controllo del traffico marittimo, manovra delle navi, inchieste sui sinistri marittimi, gestione dei porti non sede di Autorità portuale;
- collaudi e ispezioni ai depositi costieri;
- vigilanza e polizia demaniale marittima;
- arruolamento del personale militare della Marina;
- archeologia subacquea;
- concorso al contrasto all'immigrazione clandestina via mare;
- servizi di protezione civile;
- servizi di polizia stradale nelle aree portuali (art. 12, c. 3 lett. f del codice della strada) in applicazione della disciplina posta dalle Autorità di sistema portuale;
- Concorso nelle funzioni delle FF d P in tema di ordine pubblico;
- Misure di prevenzione di minacce ed atti dannosi intenzionali (antiterrorismo/security), sia negli ambiti portuali sia a bordo delle navi nazionali ed estere, in adesione alla normativa nazionale e internazionale vigente.

Per la varietà di compiti ed i diversi dicasteri di riferimento , nei rapporti con le comunità territoriali costiere e gli enti locali, le Capitanerie di porto rappresentano uno sportello unico per le attività marittime, offrendo servizi a cittadini ed istituzioni locali che racchiudono le attribuzioni proprie delle tre compagini ministeriali di diretto riferimento.

### Compiti di polizia
Il corpo esercita, dunque, la funzione di polizia giudiziaria in specifiche materie (codice della navigazione e altre leggi speciali), assumendo eccezionalmente competenza generale solo nei porti ove non sia presente un ufficio di pubblica sicurezza. Il Corpo non esercita funzioni di pubblica sicurezza. Inoltre, sono istituite Sezioni di polizia giudiziaria della guardia costiera presso le varie Procure della Repubblica: esse, in base alle disposizioni di attuazione del codice di procedura penale, dovrebbero essere specializzate ed occuparsi di reati attinenti alle materie di competenza del Corpo; tuttavia, concretamente si trovano spesso ad occuparsi di reati comuni. Il Corpo concorre all'attività di contrasto al traffico di sostanze stupefacenti o psicotrope, nei termini stabiliti dagli articoli 5 e 99 del decreto del Presidente della Repubblica 9 ottobre 1990, n. 309.
Altre competenze sono:
- comando dei porti ed esercizio delle funzioni di Autorità di sicurezza in materia di prevenzione da minacce, ai sensi del decreto legislativo 6 novembre 2007, n. 203;
- polizia nei porti e in corso di navigazione;
- sicurezza generale nei porti e nelle relative adiacenze, ai sensi dell'articolo 81 del codice della navigazione e, nei termini previsti dall'articolo 82 del predetto codice, sulle navi in porto e in corso di navigazione nel mare territoriale;
- polizia marittima;
- demanio marittimo ed esercizio dei relativi poteri di polizia amministrativa;
- personale marittimo;
- regime amministrativo della nave;
- diporto nautico;
- soccorso e polizia di sicurezza della navigazione nei laghi e nelle acque interne;
- funzioni autorità portuale nei porti in cui non ve ne sia istituita una;
- servizi tecnico - nautici;
- sicurezza delle attività lavorative nei porti e a bordo di navi, ai sensi del decreto legislativo 9 aprile 2008, n. 81 ed esercizio delle potestà organizzative e dei poteri di vigilanza in materia di sicurezza dei luoghi di lavoro nell'ambito delle proprie strutture e dei propri mezzi operativi;
- attività ispettiva in funzione di controllo delle navi da parte dello Stato di approdo (port State control) e dello stato di bandiera (flag State), rispettivamente ai sensi delle direttive 2009/16/CE[14][15][16], 2009/15/CE[17][18] e 106/2001/CE[19][20] e successive modifiche;
- indagini e inchieste sui sinistri marittimi al fine di individuarne cause, circostanze e responsabilità in linea con la previsione del codice della navigazione e del relativo regolamento di esecuzione, nonché ai sensi del decreto legislativo 2 febbraio 2001, n. 28;
- responsabilità civile per i danni dovuti a inquinamenti da combustibile delle navi;
- altre materie previste dal codice della navigazione e dalle altre leggi speciali che demandano al Corpo specifiche funzioni.

### Ricerca e soccorso (SAR) in mare

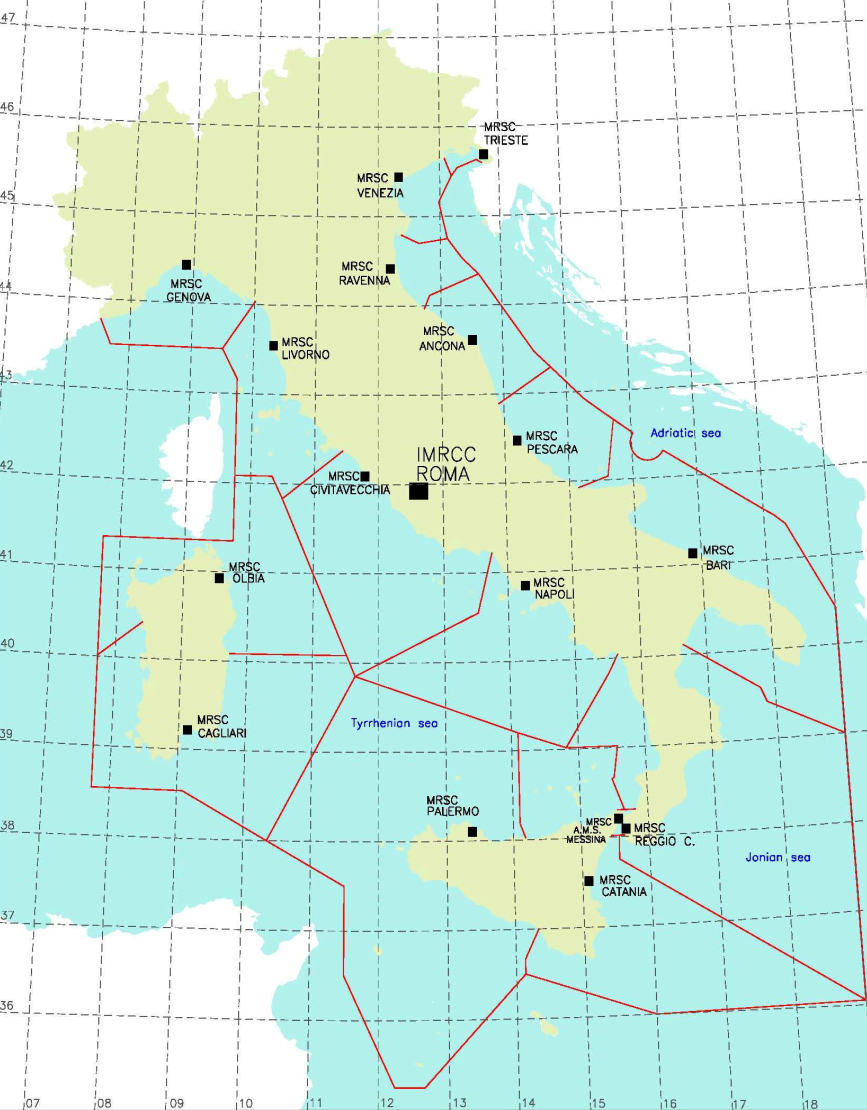
Area SAR di competenza dell'Italia con le 16 zone MRSC

Nell'ambito delle funzioni sopraelencate, svolge la funzione generale di autorità marittima ai sensi del codice della navigazione, e ferme restando le attribuzioni in materia di coordinamento generale dei servizi di soccorso marittimo, di cui all'articolo 3, comma 1, lettera a), del decreto del presidente della Repubblica 28 settembre 1994, n. 662, è competente per l'esercizio delle funzioni di ricerca e salvataggio in mare, ai sensi degli articoli 69, 70 e 830 del codice della navigazione, di disciplina, monitoraggio e controllo del traffico navale, di sicurezza della navigazione e del trasporto marittimo, nonché delle relative attività di vigilanza e controllo, ai sensi del codice della navigazione, della legge 28 dicembre 1989, n. 422 e delle altre leggi speciali.
Il regolamento di attuazione della convenzione di Amburgo del 1979 sul soccorso marittimo (d.P.R. 28 settembre 1994, n. 662), è il documento di coordinamento, anche innovativo, in materia di ricerca e soccorso in mare. Infatti questo documento dispone l'organizzazione del sistema di soccorso secondo precisi criteri aderenti alla normativa internazionale. In questo assetto, Il Comando generale del Corpo delle capitanerie di porto, attraverso la propria centrale operativa, ha assunto le funzioni di "Italian Maritime Rescue Coordination Centre" con l'acronimo IMRCC (Centro nazionale di coordinamento del soccorso marittimo). L'IMRCC, in tale veste, assume il coordinamento delle operazioni di soccorso in mare, nell'area marittima di competenza Italiana, ma in particolare è incaricato di promuovere, mantenendo i pertinenti collegamenti internazionali con gli omologhi di altri Stati, il soccorso in favore dei mezzi e cittadini italiani in qualsiasi mare; analogamente, è incaricato del soccorso a mezzi e persone straniere nelle acque italiane. In questo ambito le direzioni marittime, con le loro sale operative, assumono le funzioni di centri secondari di soccorso marittimo (MRSC) e assicurano il coordinamento delle operazioni SAR nelle aree di loro competenza, secondo i pertinenti piani di soccorso o in base alle deleghe dell'IMRCC.
Tutti gli altri uffici periferici del Corpo delle capitanerie di porto, sono classificati UCG (Unità costiere di guardia), i quali hanno la facoltà di coordinamento degli eventi SAR che accadono nelle proprie giurisdizioni, sempre secondo le deleghe permanenti o degli organi sovraordinati.
In fase di coordinamento di soccorsi marittimi, i Centri secondari di Soccorso e le unità costiere di guardia hanno facoltà di richiedere i mezzi necessari anche ad altre Amministrazioni dello Stato o privati.

### Funzione di polizia militare
Nell'ambito delle altre attribuzioni connesse allo svolgimento di compiti e mansioni di carattere militare discendenti dalle incombenze di forza armata, per quanto attiene alle funzioni di polizia militare, oltre che all'Arma dei carabinieri, le stesse sono prescritte anche per il Corpo delle capitanerie di porto - guardia costiera per quanto riguarda esclusivamente gli appartenenti al Corpo, già a mente della legge 8 luglio 1926, n. 1178 (Gazzetta Ufficiale n. 162 del 15 luglio 1926), recante "Ordinamento della Regia Marina", e del precipuo art. 32 "Spettanze del Corpo delle capitanerie di porto", lettera M, che recitava: «concorrere alla difesa marittima e costiera, ai servizi ausiliari e logistici dell'armata, all'applicazione delle norme del diritto internazionale marittimo e all'esercizio della polizia militare.
Il codice dell'ordinamento militare all'art. 132, comma 1º lett. a), richiama letteralmente il predetto articolo, e si evidenziano i contenuti ex comma 2 art. 90, stessa norma, dal titolo "Funzioni di polizia militare", che salvaguarda espressamente detta competenza riguardo ai militari del Corpo. In particolare alle capitanerie di porto sono riconosciute competenze in materia di polizia militare e polizia giudiziaria militare per quanto attiene alla sicurezza della navigazione, alla sicurezza dei porti e alla sicurezza sui luoghi di lavoro.
Inoltre può essere incaricata delle medesime funzioni in ambito missioni militari internazionali, sia per i porti in cui opera la Marina Militare, oppure nelle ipotesi in cui sia autorizzata ad operare in acque territoriali straniere ove le competenze specifiche non esistano.

### Vigilanza ambientale marittima
Il Corpo delle capitanerie di porto - Guardia costiera dipende funzionalmente dal Ministero dell'ambiente e della tutela del territorio e del mare, ai sensi dell'articolo 8 della legge 8 luglio 1986, n. 349, e dell'articolo 3 della legge 28 gennaio 1994, n. 84, esercitando funzioni di vigilanza e controllo in materia di tutela dell'ambiente marino e costiero. Fermo restando quanto previsto dall'articolo 12 del decreto legislativo 6 novembre 2007, n. 202, il Corpo delle capitanerie di porto esercita, specificatamente, le funzioni sottostanti:
1. nelle zone sottoposte alla giurisdizione nazionale svolge, in via prevalente, le attività di controllo relative all'esatta applicazione delle norme del diritto italiano, del diritto dell'Unione europea e dei trattati internazionali in vigore per l'Italia in materia di prevenzione e repressione di tutti i tipi di inquinamento marino, ivi compresi l'inquinamento da navi e da acque di zavorra, l'inquinamento da immersione di rifiuti, l'inquinamento da attività di esplorazione e di sfruttamento dei fondi marini e l'inquinamento di origine atmosferica, nonché in materia di protezione dei mammiferi e della biodiversità;
2. nelle acque di giurisdizione e di interesse nazionale esercita, per fini di tutela ambientale e di sicurezza della navigazione, ai sensi della legge 7 marzo 2001, n. 51, il controllo del traffico marittimo (Vessel Traffic Service);
3. provvede, ai sensi degli articoli 135, 2° comma, e 195, 5° comma del decreto legislativo 3 aprile 2006, n. 152, alla sorveglianza e all'accertamento delle violazioni in materia di tutela delle acque dall'inquinamento e di gestione delle risorse idriche se dalle stesse possono derivare danni o situazioni di pericolo per l'ambiente marino e costiero, nonché alla sorveglianza e all'accertamento degli illeciti in violazione della normativa in materia di rifiuti e alla repressione dei traffici illeciti e degli smaltimenti illegali dei rifiuti;
4. esercita, ai sensi dell'articolo 19 della legge 6 dicembre 1991, n. 394, la sorveglianza nelle aree marine protette e sulle aree di reperimento;
5. ai sensi dell'articolo 296, comma 9 del decreto legislativo 3 aprile 2006, n. 152, in relazione al tenore di zolfo dei combustibili per uso marittimo, accerta le violazione e irroga le sanzioni di cui ai commi da 5 a 8 del predetto articolo;
6. per le attività di cui agli articoli 11 e 12 della legge 31 dicembre 1982, n. 979, attraverso la sua organizzazione periferica a livello di compartimento marittimo, opera, ai sensi della legge 16 luglio 1998, n. 239, articolo 7, sulla base di direttive vincolanti, generali e specifiche, del Ministero dell'ambiente e della tutela del territorio e del mare; in forza della medesima disposizione normativa per altri interventi e attività in materia di tutela e difesa del mare, il Ministero dell'ambiente e della tutela del territorio e del mare può avvalersi anche del Corpo delle capitanerie di porto, sulla base di specifiche convenzioni. Il Corpo delle capitanerie di porto - Guardia costiera dipende funzionalmente dal Ministero delle politiche agricole alimentari e forestali, ai sensi del decreto legislativo 26 maggio 2004, n. 153, per l'esercizio delle funzioni delegate in materia di pesca marittima.

In virtù delle attribuzioni sopraccitate, il Corpo delle capitanerie di porto esercita, in particolare, le funzioni seguenti:
1. direzione, vigilanza e controllo sulla filiera della pesca, ai sensi dell'articolo 21 della legge 14 luglio 1965, n. 963;
2. attività amministrativa in materia di pesca marittima sulla base di direttive impartite dal Ministero delle politiche agricole alimentari e forestali, ai sensi dell'articolo 7, comma 1 del decreto legislativo 26 maggio 2004, n. 153;
3. in base a quanto disposto dall'articolo 7, comma 2 del citato decreto legislativo 26 maggio 2004, n. 153, centro di controllo nazionale della pesca, sulla base degli indirizzi concertati con le Regioni e in aderenza ai principi generali di cui all'art. 118 della Costituzione;
4. vigilanza e controllo sull'esatto adempimento delle norme relative alle provvidenze in materia di pesca previste dalla normativa nazionale e comunitaria;
5. verifica della corretta applicazione delle norme sul commercio di prodotti ittici e biologici marini;
6. partecipazione, mediante personale specializzato, alle attività di verifica sull'esatto adempimento della normativa comunitaria in materia di pesca, in base alla pianificazione, e alle discendenti fasi operative, disposte dai competenti organi comunitari.

## Personale

### Armamento
- Beretta 92FS
- Beretta PM12
- Beretta AR 70 90
- Beretta MG 42/59 (Montate su imbarcazioni)
- Browning M2 (Montate su imbarcazioni)
- Cannone oerlikon da 25/80 (montato su imbarcazioni)
- Caschi e Scudi da Ordine Pubblico, manganelli e equipaggiamento da polizia usati dal personale nelle missioni di sicurezza o di controllo di imbarcazioni.

### Modalità di reclutamento
I requisiti per l'arruolamento sono simili a quelli previsti per la Marina militare. In ordine crescente di grado, ci si può arruolare nella truppa come VFI, con la possibilità successiva di partecipare al concorso per VFP4 e infine transitare in s.p.e. con il grado di sottocapo. Si può inoltre partecipare al concorso per allievi marescialli e per allievi ufficiali (entrambi per diplomati); c'è inoltre la possibilità di arruolarsi come ufficiali in ferma prefissata (30 mesi, per diplomati e laureati), oppure la possibilità per i possessori di specifiche lauree quinquennali di arruolarsi come "Ufficiali a nomina diretta".

## Mezzi utilizzati

### Componente navale

Stemma della componente navale del Corpo delle Capitanerie di Porto - Guardia Costiera

Il Corpo delle capitanerie di porto - Guardia costiera ha una flotta composta da oltre 300 unità navali di vario tipo, dislocate in 113 fra porti e approdi della penisola italiana e delle sue isole.
I mezzi navali utilizzati per l'assolvimento dei compiti istituzionali del corpo sono in fase di rinnovamento.
Il potenziamento dei mezzi navali del Corpo delle capitanerie di porto ha origine con la promulgazione della legge 30 novembre 1998, n. 413, con la quale sono stati messi in cantiere 6 pattugliatori della classe 900 e 2 navi classe Dattilo con ponte di volo da mt.100 di lunghezza, una nave logistica da 65 m., 28 unità d'altura a grande autonomia (AGA) della classe 200/S, per investimenti complessivi di 40 miliardi di lire in 15 anni, e "la costruzione, d'intesa con il Ministro della difesa, di unità navali di tipologia simile ai pattugliatori classe "Cassiopea", affidate alla Marina militare per la vigilanza a tutela degli interessi nazionali, al di là del limite esterno del mare territoriale, e gestite dal Ministero della difesa;"per complessivi 35 miliardi di lire a partire dall'anno 2000. Inoltre sono state commissionate 94 motovedette Classe 800, 26 motovedette classe 2000 e 32 unità navali classe 500 oltre che diversi mezzi litoranei.
Attualmente la flotta in dotazione alla Guardia costiera comprende:
Componente d'altura:
| Immagine           | Classe                 | Nome             | Anno di costruzione | Cantiere navale di costruzione     | Dislocamento | Lunghezza | Velocità in nodi | note          |
| ------------------ | ---------------------- | ---------------- | ------------------- | ---------------------------------- | ------------ | --------- | ---------------- | ------------- |
|                    | classe Dattilo         | Luigi Dattilo    | 2013                | Fincantieri                        | 3.500 t      | 94.2 m    | 18               | una in ordine |
| Ubaldo Diciotti    | classe Dattilo         | 2014             |                     | Fincantieri                        | 3.500 t      | 94.2 m    | 18               | una in ordine |
|                    | classe Gregoretti      | Bruno Gregoretti | 2013                | Cantieri Navali Megaride di Napoli | 2.153 t      | 62.6 m    | 15               |               |
|                    | classe Fiorillo        | Michele Fiorillo | 2003                | Fincantieri                        | 427 t        | 52.80 m   | 32               |               |
| Alfredo Peluso     | classe Fiorillo        |                  | 2003                | Fincantieri                        | 427 t        | 52.80 m   | 32               |               |
| Oreste Corsi       | classe Fiorillo        | 2004             |                     | Fincantieri                        | 427 t        | 52.80 m   | 32               |               |
|                    | Classe Angeli del Mare | Natale De Grazia | 2020                | Intermarine di Messina             | 150 t        | 33.6 m    | 31               |               |
| Roberto Aringhieri | Classe Angeli del Mare | 2021             |                     | Intermarine di Messina             | 150 t        | 33.6 m    | 31               |               |

- Componente costiera:

| Immagine | Classe                            | Numero | Anno di costruzione | Cantiere navale di costruzione              | Dislocamento | Lunghezza | Velocità in nodi | note           |
|          | classe 200/S                      | 24     | 2001                | Intermarine di Sarzana - Rodriguez, Messina | 53 t         | 25 m      | 24               |                |
|          | classe Cavallari                  | 1      | 1992                | CRN Ancona                                  | 130 t        | 29.6 m    | 17               |                |
|          | classe Ingianni                   | 1      | 1992                | CRN Ancona                                  | 245 t        | 34.6 m    | 18               |                |
|          | Classe 300 Ammiraglio Pollastrini | 5      | 2020                | Cantieri Navali Vittoria di Adria           | 34 t         | 20.1 m    | 35               |                |
|          | Classe 300 FB Design              | 1      | 2024                | Cantieri Navali FB Design                   | 25 t         | 17.1 m    | 36               |                |
|          | Classe 300 Ammiraglio Francese    | 22     | 2009                | Cantieri Navali Codecasadue di Viareggio    | 30 t         | 18.8 m    | 30               |                |
|          | Classe 837                        | 6      | 2000                | Cantieri Navali Codecasadue di Viareggio    | 15 t         | 14.6 m    | 32               |                |
|          | Classe 826                        | 67     | 1999                | Cantieri Navali Codecasadue di Viareggio    | 13 t         | 12.9 m    | 31               |                |
|          | Classe 809                        | 13     | 1994                | Cantieri Navali Codecasadue di Viareggio    | 9 t          | 20.1 m    | 30               |                |
|          | Classe 450                        | 3      | 1996                | Cantieri Navali del Golfo di Gaeta          | 19 t         | 16.4 m    | 20               |                |
|          | Classe 600                        | 12     | 2009                | Cantieri Navali FB Design                   | 7 t          | 11.4 m    | 43               |                |
|          | Classe 2000                       | 38     | 2002                | Cantieri Siman di La Spezia                 | 11 t         | 13.2 m    | 22               |                |
|          | Classe 500                        | 54     | 1999                | Cantieri Navali del Golfo di Gaeta          | 7.5 t        | 9.7 m     | 36               | in dismissione |
|          | Classe GC L                       | 23     | 2003                | SEA DOO Bombardier Rotax                    | 2.7 t        | 3 m       | 35               |                |

- Componente litorale:

| Immagine | Classe      | Numero | Anno di costruzione | Cantiere navale di costruzione | Dislocamento | Lunghezza | Velocità in nodi |
| -------- | ----------- | ------ | ------------------- | ------------------------------ | ------------ | --------- | ---------------- |
|          | Classe 760  | 12     | 2014                | Arimar                         | 8.7 t        | 11.4 m    | 35               |
|          | Classe 713  | 24     | 2012                | Arimar                         | 6.7 t        | 9.8 m     | 43               |
|          | Classe 700  | 10     | 1993                | Novamarinedue                  | 5 t          | 9 m       | 40               |
|          | Classe GC A | 57     |                     |                                | 3 t          | 8.5 m     | 35               |
|          | Classe GC B | 139    | 2020                |                                | 3 t          | 7.3 m     | 35               |
|          | Classe GC   | 63     |                     |                                | 2 t          | 6.5 m     | 35               |

## Mezzi aerei

Stemma della componente aerea del Corpo delle Capitanerie di Porto - Guardia Costiera

Il servizio aereo della Guardia costiera fu attivato nel 1989 con l'inglobamento dei reparti aeronavali preesistenti. La componente aerea è formata da velivoli ad ala fissa e ala rotante stazionati presso le sedi del 1º, 2º e 3º nucleo aereo, rispettivamente negli aeroporti di Sarzana-Luni, Catania Fontanarossa e Pescara Fontanelle (in cui operavano 7 Piaggio P.166 codice di chiamata radio: "orca" ora dismessi), 3 ATR 42 MP (uno in versione 400 e due in versione 500) ("manta"). Nelle sedi di Sarzana e Catania, esistono inoltre due sezioni elicotteri rispettivamente 1ª e 2ª sezione elicotteri che operavano con alcuni Agusta-Bell AB 412 ("koala"), ora dismessi, e 11 nuovi AgustaWestland AW139 ("nemo"). Dopo la dotazione del corpo degli AgustaWestland AW139, si sono formate 2 ulteriori sezioni elicotteri la 3ª e la 4ª a Pescara e Cagliari utilizzando 4 nuovi AgustaWestland AW139 e 1 ATR 42.
Si sta valutando la possibilità di dislocare un nuovo nucleo elicotteri a Pontecagnano in provincia di Salerno e uno a Grottaglie in Puglia. La dotazione attuale è di 15 nuove macchine ad ala rotante.
| Aeromobile                 | Origine            | Tipo                                  | Versione (denominazione locale)              | In servizio (2016) | Note | Immagine |
| Aerei da ricognizione      |                    |                                       |                                              |                    | |          |
| ATR-42MP Manta             | Italia             | aereo da sorveglianza aerea marittima | ATR-42MP-420ATR-42MP-500 "Manta"ATR-42MP-600 | 120                | Dopo l'ATR-42MP-420 acquistato nel 1998, gli hanno fatto seguito due esemplari della serie 500. Un quarto ATR-42MP-600 acquistato a novembre 2024. |          |
| Piaggio P.180 Avanti II    | Italia             | aereo da sorveglianza aerea marittima | P.180 "Avanti II"                            | 1                  | Un esemplare consegnato a marzo 2011 ed in servizio al 2016. Utilizzato per le esigenze di collegamento e, con la dotazione di bordo installata, per attività di sorveglianza. |          |
| Elicotteri                 |                    |                                       |                                              |                    | |          |
| Agusta AB-412 Koala        | Italia Stati Uniti | SAR                                   | AB-412HP "Koala"                             | 5                  | Sono stati consegnati complessivamente dieci esemplari, dei quali quattro nella versione AB-412SP e sei AB-412HP, uno dei quali perduto in un incidente il 17 ottobre 2001 (il Koala 9-07). Nel 2015, gli esemplari versione SP sono stati ceduti ad AgustaWestland come previsto dal secondo contratto d'acquisto dei nuovi AW-139. |          |
| AgustaWestland AW-139 Nemo | Italia             | SAR                                   | PH-139 "Nemo"                                | 15                 | Consegnati a partire dal 2010, le ultime due macchine sono state consegnate nel 2016. Leonardo-Finmeccanica ha comunicato che ad agosto 2016 sono stati ordinati due nuovi esemplari, portando il numero totale a 12 esemplari. Agli inizi del 2019 sono stati consegnati ulteriori 2 esemplari, per un totale di 14 macchine.       |          |

### Aeromobili ritirati
- Piaggio P.166DL-3 SEM "Orca" - 14 esemplari (1988-2017)[25][29]

## Simboli
Il Corpo delle capitanerie di porto - Guardia costiera è rappresentato:

Bandiera navale della Marina Militare
Stendardo delle unità navali della Guardia costiera
Stemma araldico della Forza Armata
Stemma del Comando Generale del Corpo delle Capitanerie di Porto - Guardia Costiera
Stemma del servizio di Guardia Costiera
Stemma del Servizio Navale della Guardia Costiera
Stemma del Servizio Aereo della Guardia Costiera
Stemma del Vessel Traffic Service della Guardia Costiera
Emblema del servizio di Guardia Costiera
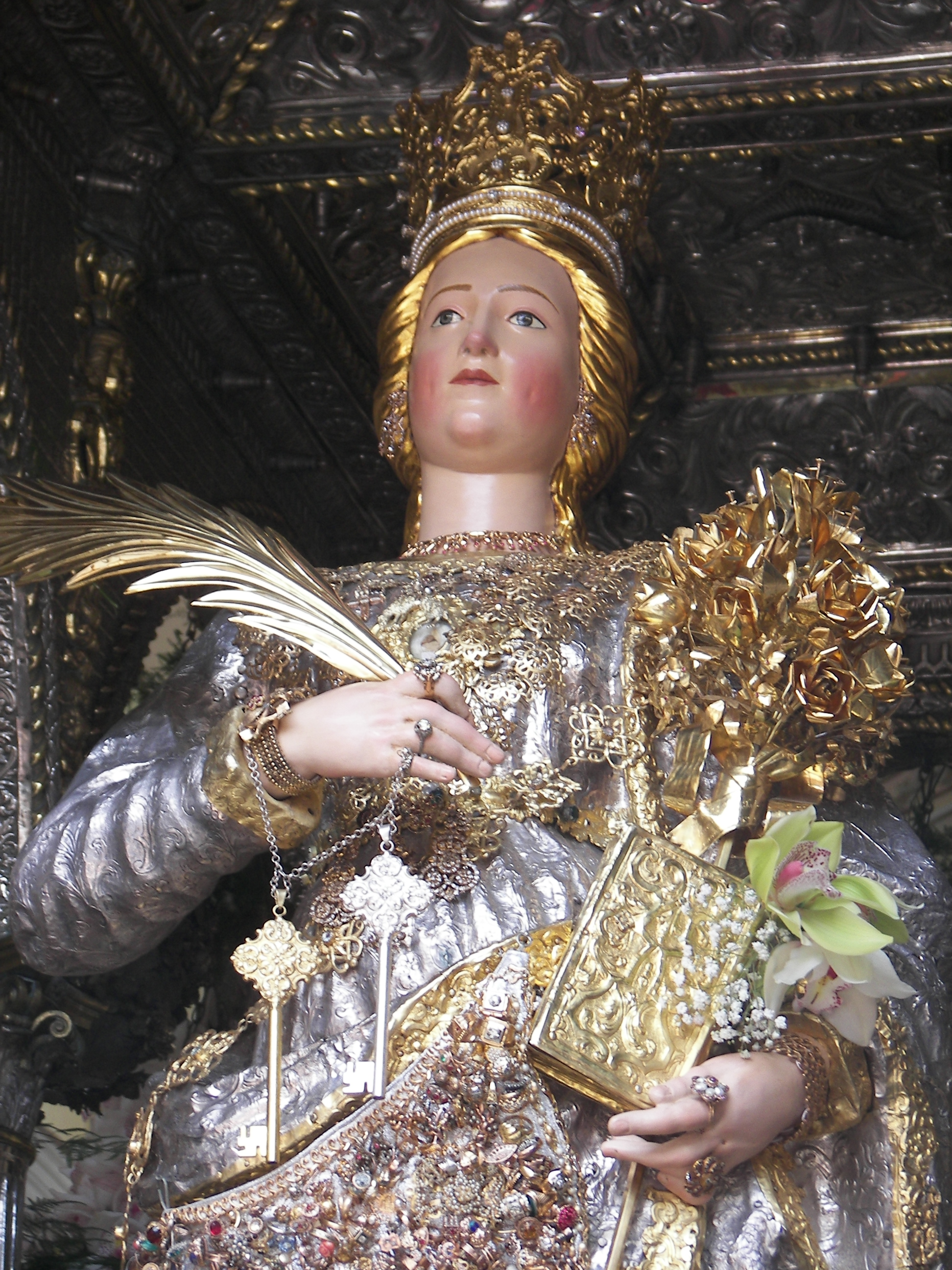
Santa Barbara, patrona della Marina Militare

### L'emblema della Guardia costiera
A seguito dell'istituzione dei reparti di Guardia costiera del Corpo delle capitanerie di porto di cui al decreto interministeriale dell'8 giugno 1989, a similitudine di quanto già avveniva in tutti i servizi di Guardia costiera del mondo, le unità navali e aeree del Corpo furono "vestite" della tradizionale banda diagonale rossa sugli scafi e sulle carlinghe.
Questo simbolo, appunto, distintivo del servizio di Stato «Guardia costiera» fu caricato di due piccole bande marginali verde e bianca, in ossequio alla bandiera nazionale; al centro è stata posta l'ancora nera della Marina Militare, in un tondo bianco.

## Qualifiche e abilitazioni
|  | - senza specialità - Operatori di volo (NP/OV) - Tecnici di aeromobili (NP/TAER) - Condotta battelli pneumatici (NP/PN) - Vessel traffic service (NP/VTS) - Motoristi (NP/MS) - Servizio antincendio (NP/MS/SA) - Specialisti aeronautici (NP/MS/SAER) - Radaristi (NP/RD) - Radiotelefonisti (NP/RF) - Elaboratori dati (NP/OE) - Operatori (NP/OP) - Vessel traffic service (NP/OP/VTS) - Tecnici elettronici (NP/ETE) - Tecnici di aeromobili (NP/ETE/TAER) - Montatori (NP/MO) - Tecnici di aeromobili (NP/MO/TAER) - Tecnici (NP/TC) - Tecnici di aeromobili (NP/TC/TAER) - Vessel traffic service (NP/TC/VTS) - Elettromeccanici (NP/EM) - Furieri segretari (NP/FR) - Furieri contabili (NP/FRC) - Maestri di mensa e cucina (NP/MCM) - Conduttori automezzi (NP/CNA) - Servizio difesa installazioni (NP/SDI) - Meccanici d'armi (NP/MA) |

## Gradi
| Grado                                              | Distintivo per controspallina | Distintivo per divisa ordinaria invernale | Distintivo tubolare | Sigla       | Codice NATO |
| -------------------------------------------------- | ----------------------------- | ----------------------------------------- | ------------------- | ----------- | ----------- |
| Ufficiali                                          |                               |                                           |                     |             |             |
| Ufficiali ammiragli                                |                               |                                           |                     |             |             |
| Ammiraglio ispettore capo (CP) comandante generale |                               |                                           |                     | A.I.C. (CP) | OF-8        |
| Ammiraglio ispettore (CP) comandante generale      |                               |                                           |                     | A.I. (CP)   | OF-7        |
| Ammiraglio ispettore (CP)                          |                               |                                           |                     | A.I. (CP)   | OF-7        |
| Contrammiraglio (CP)                               |                               |                                           |                     | C.A. (CP)   | OF-6        |
| Ufficiali superiori                                |                               |                                           |                     |             |             |
| Capitano di vascello (CP)                          |                               |                                           |                     | C.V. (CP)   | OF-5        |
| Capitano di fregata (CP)                           |                               |                                           |                     | C.F. (CP)   | OF-4        |
| Capitano di corvetta (CP)                          |                               |                                           |                     | C.C. (CP)   | OF-3        |
| Ufficiali inferiori                                |                               |                                           |                     |             |             |
| Tenente di vascello (CP)                           |                               |                                           |                     | T.V. (CP)   | OF-2        |
| Sottotenente di vascello (CP)                      |                               |                                           |                     | S.T.V.(CP)  | OF-1        |
| Guardiamarina (CP)                                 |                               |                                           |                     | G.M. (CP)   | OF-1        |
| Sottufficiali                                      |                               |                                           |                     |             |             |
| Ruolo marescialli                                  |                               |                                           |                     |             |             |
| Primo luogotenente NP                              |                               |                                           |                     |             | OR-9        |
| Luogotenente NP                                    |                               |                                           |                     |             | OR-9        |
| Primo maresciallo NP                               |                               |                                           |                     |             | OR-9        |
| Capo di 1ª classe NP                               |                               |                                           |                     |             | OR-9        |
| Capo di 2ª classe NP                               |                               |                                           |                     |             | OR-8        |
| Capo di 3ª classe NP                               |                               |                                           |                     |             | OR-8        |
| Ruolo sergenti                                     |                               |                                           |                     |             |             |
| Secondo capo aiutante NP                           | —                             |                                           |                     |             | OR-7        |
| Secondo capo scelto NP                             | —                             |                                           |                     |             | OR-7        |
| Secondo capo NP                                    | —                             |                                           |                     |             | OR-6        |
| Sergente NP                                        | —                             |                                           |                     |             | OR-5        |
| Ruolo Graduati                                     |                               |                                           |                     |             |             |
| Volontari in Servizio Permanente                   |                               |                                           |                     |             |             |
| Sottocapo aiutante NP                              | —                             |                                           |                     |             | OR-4        |
| Sottocapo scelto NP                                | —                             |                                           |                     |             | OR-4        |
| Sottocapo di 1ª classe NP                          | —                             |                                           |                     |             | OR-4        |
| Sottocapo di 2ª classe NP                          | —                             |                                           |                     |             | OR-4        |
| Sottocapo di 3ª classe NP                          | —                             |                                           |                     |             | OR-4        |
| Ruolo Truppa                                       |                               |                                           |                     |             |             |
| Volontari in Ferma Prefissata                      |                               |                                           |                     |             |             |
| Comune scelto NP (dopo 18 mesi nel ruolo VFP4)     | —                             |                                           |                     |             | OR-3        |
| Comune di 1ª classe NP (VFP4)                      | —                             |                                           |                     |             | OR-2        |
| Comune di 2ª classe NP (VFP1)                      | —                             |                                           |                     |             | OR-1        |

## Onorificenze concesse al Corpo delle capitanerie di porto - Guardia costiera
Il Corpo delle capitanerie di porto - Guardia costiera, nel corso della sua storia, è stata insignita delle seguenti onorificenze:

### Individuali[31][32]
Al valor militare
 9 medaglie d'argento
 26 medaglie di bronzo
 60 croci di guerra
 63 encomi solenni
Al valor civile
 13 medaglie d'argento
 67 medaglie di bronzo
 143 attestati di benemerenza
 12 encomi solenni
Al valor di Marina
 4 medaglie d'oro
 33 medaglie d'argento
 90 medaglie di bronzo
 12 encomi solenni
Al merito civile
 3 medaglie d'oro (allo Stendardo)
 3 medaglie d'argento
 27 medaglie di bronzo
 51 attestati di benemerenza
Al merito di Marina (già medaglia di benemerenza marinara)
 3 medaglie d'oro
 35 medaglie d'argento
 171 medaglie di bronzo